# Eva-Maria Wernicke
Eva-Maria Wernicke, née le 30 septembre 1953 à Grünhain-Beierfeld est une ancienne lugeuse est-allemande active dans les années 1970.
Elle a fini quatrième en simple aux Jeux olympiques de 1976 à Innsbruck.
Elle a connu un podium aux Championnats du monde, avec la médaille de bronze en 1973. De plus, elle a ajouté deux médailles européennes à son palmarès, l'argent en 1975 et le bronze en 1973.
Elle est la femme d'Ulrich Wehling, triple champion olympique de combiné nordique.